# Moyencharia
Moyencharia is een geslacht van vlinders van de familie van de Metarbelidae. De wetenschappelijke naam en de beschrijving van dit geslacht werden voor het eerst in 2013 gepubliceerd door Ingo Lehmann.
De soorten van dit geslacht komen voor in tropisch Afrika.

## Soorten
- Moyencharia herhausi Lehmann, 2013
- Moyencharia joeli Lehmann, 2013
- Moyencharia mineti Lehmann, 2013
- Moyencharia ochreicosta (Gaede, 1929)
- Moyencharia sommerlattei Lehmann, 2013
- Moyencharia winteri Lehmann, 2013